# ディグニティ (ボブ・ディランの曲)
「ディグニティ」（Dignity）は、ボブ・ディランが作詞・作曲・歌唱し、アルバム『グレーテスト・ヒット第3集』（1994年）に収録された楽曲。MTVの『アンプラグド』に出演した際のスタジオ・ライブ演奏が、1995年にCDシングルとしてリリースされ、全英シングル・チャートで33位を記録した。CDにはStudio VersionとUnplugged Versionとの両Versionを収録し、更にカップリング曲として"A Hard Rain's A-Gonna Fall (Great Music Experience Version)もしくは"It Ain't Me, Babe (Renald & Clara Version)が収録された。 

## 解説
アルバム『オー・マーシー』（1989年）のセッション時に録音されたが、アルバムには収録されなかった。プロデューサーのブレンダン・オブライエン（Brendan O'Brien）により、オリジナル・トラックからスライド・ギターを外し、新たなリズム・トラックとエレキ・ギター、オルガンが加えられて『グレーテスト・ヒット第3集』に収録された。『テル・テイル・サインズ（ブートレッグ・シリーズ第8集）』（2008年）に、デモ・バージョンが収録されている。

## MTVアンプラグド
MTVのアコースティック・ライブの「MTVアンプラグド」企画として、1994年11月17・18日ニュー・ヨークのソニー・ミュージック・スタジオで収録されたスタジオ・ライブの演奏は、テレビ放送、ビデオ、アルバム『MTVアンプラグド』（1995年）としてリリースされた。その中から「ディグニティ」がシングルとしてリリースされ、全英シングル・チャートで33位を記録した。ブレンダン・オブライエンがオルガンを弾いている。
『ボブ・ディラン・ライヴ！1961-2000〜39イヤーズ・オブ・グレート・コンサート・パフォーマンス』（2001年）にも同トラックが収録されている。
CDS収録曲
1.Dignity (Unplugged Version)
2.Dignity (Greatest Hits Vol.3 Version)
3.A Hard Rain's A-Gonna Fall (Great Music Experience Version)
3.It Ain't Me, Babe (Renald & Clara Version)
カップリング三曲目はU.K., O.Z., N.Z.によって違う。

## オルタネイト・ヴァージョン
テレビドラマ『Touched by an Angel』（1997年）の挿入歌に「ディグニティ」のオルタネイト・ヴァージョンが使用され、サウンドトラック盤に収録された。これはアルバム『オー・マーシー』セッション時にダニエル・ラノワがプロデュースしたバージョンで、後に『ザ・ベスト・オブ・ボブ・ディラン VOL.2』（2000年）、『DYLAN』（2007年）に収録された。